# Marc Jordi

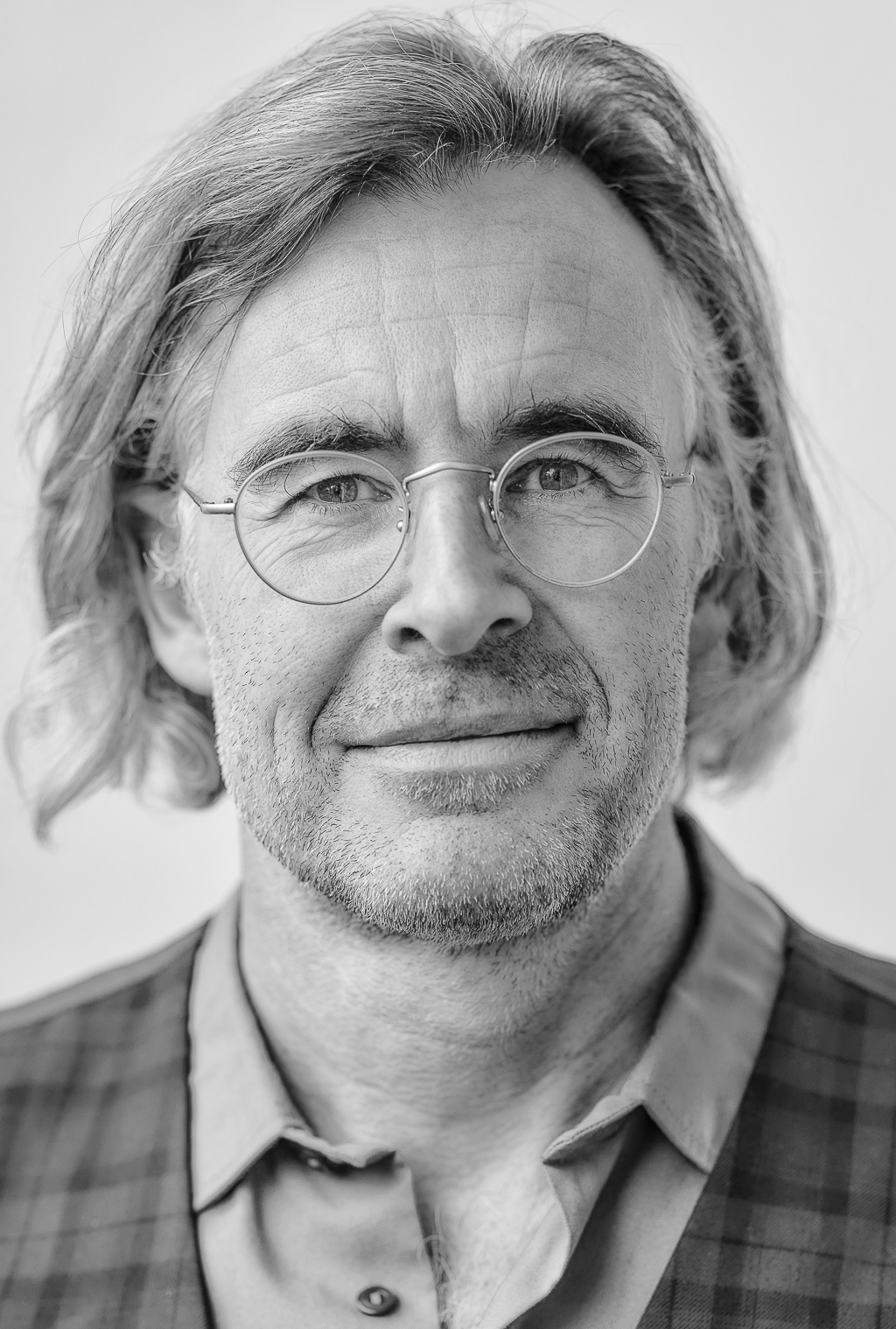
Marc Jordi (2020)

Marc Jordi (* 25. August 1967 in Konolfingen bei Bern) ist ein Schweizer Architekt, Zeichner und Bildhauer.

## Leben

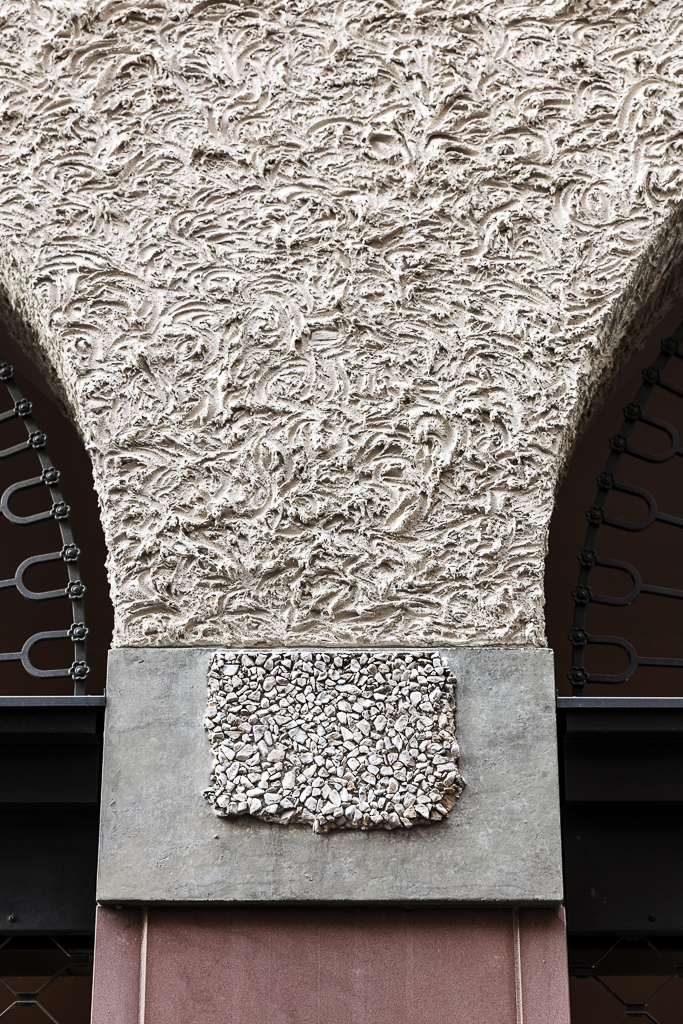
Jordi & Keller Architects, Markt 8, Frankfurt am Main, Neue Altstadt,

Jordi absolvierte eine Lehre als Bauzeichner und studierte Architektur an der Höheren Technischen Lehranstalt (HTL) Bern. Seit 1994 lebt und arbeitet er in Berlin. Anschliessend an seine Mitarbeit in verschiedenen Architekturbüros und bei der Senatsverwaltung für Stadtentwicklung Berlin folgte 1996 die Gründung des Büros Keller-Günther-Jordi sowie 2008 die Gründung des Architekturbüros Jordi-Keller Architekten. Neben seiner Arbeit als Architekt beschäftigt sich Jordi mit bildhauerischen, zeichnerischen und fotografischen Arbeiten. Jordi verfasste Ausstellungsbeiträge in Bern, Paris, Berlin, wie zum Beispiel 2002 im Georg-Kolbe-Museum Berlin zum Thema „Historische Mitte Berlin“ und 2016 in der Ausstellungshalle Frankfurt zum Thema „Die Mutter der Künste - Bauplastik und Kunsthandwerk in der Architektur“. Von 2008 bis 2010 war er Lehrbeauftragter am Institut für Städtebau und Regionalplanung (ISR) der Technischen Universität Berlin für Städtebaulichen Entwurf. Gelegentlich äussert er sich in den deutschsprachigen Leitmedien zu Städtebau, Architektur und Denkmalpflege.

## Werk (Auswahl)
- 1997–99: Erweiterung „Wohnhaus Familie Bischoff“ in Berlin-Zehlendorf.
- 1998–00: „Erweiterung Regionalspital Bozen“, Wettbewerbsbeitrag.
- 2000–02: Gutachten Stadtumbaumassnahme „Spittelmarkt bis Mühlendammbrücke“ in Berlin, Realisierung 2002–2015.
- 2001: Studie zur Rekonstruktion des „Grauen Klosters“ in Berlin-Mitte, Wiederherstellung der städtebaulichen Gebäudekomposition.
- 2002: Gutachten zur Rekonstruktion des „Jüdenhofs und Umgebung“ in Berlin, Rekonstruktion des Stadtbaukörpers mit städtischer Mischnutzung.
- 2003: Städtebauliches Gutachten zur „Wiederbebauung des Rathausplatzes in Stralsund“.
- 2003: Machbarkeitsstudie „Humboldtforum“.
- 2003–04: Stadtplanerische Potentiale Berlin, Federführung Dr. Hoffmann-Axthelm im Auftrag der Senatsverwaltung.
- 2004: Auswahlverfahren Bebauung der Parzellen am „Friedrichswerder“, 2. Rang.
- 2004–06: Planung und Realisierung „Stadthaus am Friedrichswerder“. KfW Award 2007, 1. Preis.
- 2005: Vergleichendes städtebauliches Gutachten „Handelscenter am Lindenauer Markt in Leipzig“, i. A. der Stadt Leipzig, 2. Rang.
- 2006: Vergleichsbeispiele für das neu zu bebauende „Quartier am neuen Hauptbahnhof in Berlin“.
- 2007–08: Generalplanung in Berlin-Mitte, Überbauung von mittelalterlichen Resten der ehemaligen Lateinschule mit einem neuen Museumsgebäude.
- 2007–2011: Projekte für das Deutsche Institut für Normung.
- 2008–2009: Wettbewerbserfolge beim Wohnungsbau in Kleinzschocher Leipzig durch zwei 1. Preise.
- 2011: Ausstellung „Auswirkungen von Archäologie auf die Stadtplanung“, Beauftragung durch die Senatsverwaltung für Stadtentwicklung und das Landesdenkmalamt Berlin.
- 2011: Erster Preis und Beauftragung der Wiederbebauung des Hauses Markt 8 „Großer Rebstock“ im Dom-Römer-Areal.[2]
- 2011: Erster Preis und Beauftragung der Wiederbebauung des Hauses Markt 40 „Zu den Drei Römern“ im Dom-Römer-Projekt.[3]
- 2012: Entwicklung, Betreuung und Koordinierung des weltweit ausgeschriebenen Wettbewerbs für den durch Juden, Christen und Muslime gründeten Verein zur Errichtung des House of One am Petriplatz in Berlin-Mitte.[4]
- 2012: Eingeladener Ideenwettbewerb „Langer Stall“ Potsdam.
- 2014: Wettbewerb „Deutsche Botschaft“, Kairo.
- 2014: „Torsi“, Einzelausstellung mit Plastiken von Marc Jordi, Parochialkirche Berlin.
- 2016: „Die Mutter der Künste - Bauplastik und Kunsthandwerk in der Architektur“ von Marc Jordi, Jordi & Keller Architekten, Ausstellungshalle Frankfurt.
- 2019: „Körper - Memento Mori“, Einzelausstellung mit Plastiken von Marc Jordi, Parochialkirche Berlin.